# Jean-Charles Chenu
Jean-Charles Chenu (Metz, 1808. augusztus 30. – Párizs, 1879. november 12.) francia természettudós és katonaorvos.

## Élete
Metz-ben és Strasbourgban végezte orvosi tanulmányait. Katonai sebészként volt jelen 1829-ben Algéria meghódításánál. 1833-ban szerezte meg orvosi diplomáját. Részt vett a krími háborúban. Fő munkája az 1850-től 1861-ig többek közreműködésével 31 kötetben megjelent Encyclopédie d'histoire naturelle. 1868-ban vonult nyugalomba.

## Egyéb munkái
- Rapport au conseil de santé des armées sur les résultats du service médico-chirurgical aux ambulances de Crimée et aux hôpitaux militaires français en Turquie pendant la campagne d'Orient en 1854-56 (Párizs, 1865);
- Recrutement de l'armée et population de la France (uo. 1867);
- De la mortalité dans l'armée et des moyens d'économiser la vie humaine; extraits des statistiques médico-chirurgicales des campagnes de Crimée en 1854-56. et d' Italie en 1859 (uo. 1870);
- Aperçu historique, statistique et clinique sur le service des ambulances et des hôpitaux de la société française de secours aux blessés des armées de terre et de mer pendant la guerre de 1870-71 (uo. 1874);
- Aperçu sur les expéditions de Chine, de Cochinchine, de Syrie et de Mexique (uo. 1877).